# Otokar Cobra
Otokar Cobra – turecki wielozadaniowy kołowy wóz bojowy produkowany przez przedsiębiorstwo Otokar. Pierwsze pojazdy trafiły do służby w 1997 roku.
Powstało kilka odmian pojazdu, m.in. transporter opancerzony, opancerzony samochód rozpoznawczy, ambulans, wóz dowodzenia, amfibia oraz platforma uzbrojenia. Uzbrojenie pojazdu może stanowić karabin maszynowy kalibru 7,62 mm lub 12,7 mm, granatnik automatyczny kalibru 40 mm, armata automatyczna kalibru 20 mm bądź wyrzutnia kierowanych pocisków przeciwpancernych lub przeciwlotniczych.